# Elmer McCurdy
Elmer McCurdy (Washington, 1º gennaio 1880 – Osage Hills, 7 ottobre 1911) è stato un criminale statunitense.
Ladro di banche di scarso successo e autore di fallimentari rapine ai treni, fu ucciso in una sparatoria con la polizia dopo aver derubato un Katy Train in Oklahoma nell'ottobre 1911. Soprannominato "The Bandit Who Wouldn't Give Up" ("Il bandito che non si voleva arrendere"), la sua salma mummificata fu messa in mostra per la prima volta in una casa funeraria dell'Oklahoma e poi divenne un'attrazione fissa nel circuito di un luna park itinerante come parte di un sideshow negli anni '20 e '60. Dopo aver cambiato proprietà diverse volte, i resti di McCurdy finirono nel The Pike, un parco di divertimento di Long Beach, in California, dove furono scoperti da una troupe cinematografica e identificati positivamente solo nel dicembre 1976.
Nell'aprile 1977 la salma di Elmer McCurdy fu sepolta nel Summit View Cemetery di Guthrie, in Oklahoma.

## Biografia

### Famiglia, lavoro e arruolamento
McCurdy era figlio della diciassettenne Sadie McCurdy, che non era sposata al momento della sua nascita. L'identità del padre di McCurdy è sconosciuta; una possibilità è il cugino di Sadie, Charles Smith (McCurdy avrebbe infatti in seguito utilizzato il nome "Charles Smith" come pseudonimo). Al fine di proteggere Sadie dall'imbarazzo e dalla vergogna di crescere un figlio illegittimo, suo fratello George e sua moglie Helen adottarono Elmer. Dopo la morte di George per tubercolosi nel 1890, Sadie ed Helen si trasferirono con Elmer a Bangor. Sadie alla fine confessò al figlio che era lei, non Helen, la sua vera madre e che non era sicura di chi fosse il suo padre biologico. La notizia turbò McCurdy, che coltivò risentimento e divenne "indisciplinato e ribelle". Da adolescente iniziò a bere molto, un'abitudine che avrebbe mantenuto per tutta la vita.
McCurdy tornò nel Maine per vivere col nonno e divenne un apprendista idraulico. Secondo quanto riferito dalle fonti, era un lavoratore competente e visse comodamente fino alla crisi economica del 1898, quando perse il lavoro. Nell'agosto 1900, sua madre morì a causa della perforazione di un'ulcera, mentre suo nonno morì di malattia di Bright il mese seguente. Poco dopo la morte del nonno, McCurdy lasciò il Maine e iniziò a spostarsi negli Stati Uniti orientali, dove lavorò come minatore di piombo e idraulico. A causa dei suoi problemi di alcolismo, non era in grado di mantenere un lavoro per un lungo periodo. In seguito si diresse verso il Kansas, dove lavorò come idraulico nella cittadina di Cherryvale, e quindi si trasferì a Iola, capoluogo della Contea di Allen, dove, nel 1905, fu arrestato per intossicazione pubblica. Si spostò nuovamente, stabilendosi a Webb City, nel Missouri.
Nel 1907 McCurdy si arruolò nell'esercito degli Stati Uniti. Assegnato a Fort Leavenworth, divenne operatore di mitragliatrice e fu addestrato a usare la nitroglicerina per scopi di demolizione (anche se il livello di questa formazione fu probabilmente minimo). Fu congedato con onore dai Quartermaster Corps il 7 novembre 1910. McCurdy si diresse quindi verso St. Joseph, in Kansas, dove incontrò un ex commilitone dell'esercito. Il 19 novembre, McCurdy e il suo amico furono arrestati per possesso di attrezzi per furto con scasso (scalpelli, seghetti, imbuti per nitroglicerina e polvere da sparo e sacchi di denaro). La St. Joseph Gazette riferì che, durante la loro udienza preliminare, McCurdy e il suo compagno dichiararono al giudice che gli strumenti non erano destinati a scopi di furto con scasso, ma erano gli strumenti di cui avevano bisogno per lavorare su una mitragliatrice a pedale che stavano progettando. Nel gennaio 1911, una giuria giudicò McCurdy non colpevole. Dopo il suo rilascio dal carcere della contea, iniziò la sua breve carriera come rapinatore di banche e treni. Le sue rapine furono però generalmente compromesse dalla sua inettitudine.

### Crimini
Presto McCurdy decise di mettere a frutto nelle rapine il suo addestramento con la nitroglicerina. Ciò spesso causò problemi, poiché era troppo negligente e non riusciva a determinare correttamente la quantità esatta di sostanza esplosiva da utilizzare. Nel marzo del 1911, McCurdy si era nuovamente trasferito a Lenapah, in Oklahoma. Qui lui e altri tre uomini decisero di assaltare un treno della Missouri Pacific Railroad, dopo che McCurdy era venuto a sapere che una delle carrozze conteneva una cassaforte con 4 000 dollari. Riuscirono a fermare il treno con successo e individuarono il forziere. McCurdy mise la nitroglicerina sulla porta della cassaforte per aprirla, ma ne usò una quantità eccessiva. La cassaforte andò quindi distrutta dall'esplosione, così come la maggior parte del denaro. McCurdy e i suoi partner riuscirono a recuperare solo 450 dollari in monete d'argento, la maggior parte delle quali sciolte e fuse al telaio della cassaforte stessa.
Nel settembre del 1911, McCurdy e altri due uomini derubarono la Citizens Bank di Chautauqua, nel Kansas. Dopo aver trascorso due ore a sfondare il muro della banca con un martello, McCurdy mise una carica di nitroglicerina attorno alla porta esterna del caveau. L'esplosione fece esplodere la porta del caveau, distruggendo l'interno della banca, ma senza danneggiare la cassaforte all'interno del caveau. McCurdy tentò quindi di aprire la porta della cassaforte con altra nitroglicerina, ma la carica non si accese. Dopo che l'uomo di guardia si spaventò e scappò via, McCurdy e i suoi complici rubarono circa 150 dollari in monete che erano in un vassoio fuori dalla cassaforte e si diedero alla fuga. Più tardi, quella notte, gli uomini saltarono su un treno che li portò al confine con il Kansas, si separarono e McCurdy si diresse verso il ranch di un amico, Charlie Revard, vicino a Bartlesville, in Oklahoma. Rimase in un fienile della proprietà per le successive settimane e bevve pesantemente.

### Morte
L'ultima rapina di McCurdy ebbe luogo il 4 ottobre 1911 vicino a Okesa, in Oklahoma. McCurdy e due complici progettarono di derubare un Katy Train, dopo aver saputo che trasportava 400 000 dollari in contanti, che rappresentavano un pagamento di royalty alla Nazione Osage, un popolo di nativi americani. Tuttavia McCurdy e i suoi uomini fermarono invece erroneamente un treno passeggeri. La banda fu in grado di rubare solo 46 dollari all'impiegato della posta, due damigiane di whisky, un revolver automatico, un cappotto e l'orologio del controllore del treno. Il resoconto di un giornale avrebbe in seguito definito questo furto "uno dei più piccoli nella storia delle rapine ai treni". Deluso dal bottino, il 6 ottobre McCurdy tornò al ranch di Revard, dove iniziò a bere le damigiane di whisky che aveva rubato. A quel punto, era anche malato di tubercolosi (che aveva sviluppato dopo aver lavorato nelle miniere), di una lieve polmonite e di trichinosi. Rimase tutta la notte in piedi a bere con alcuni degli operai del ranch prima di andare a dormire nel fienile la mattina seguente. All'insaputa di McCurdy, era stato scoperto dalle autorità il suo coinvolgimento nella rapina ed era stata emessa una taglia di 2 000 dollari per la sua cattura.
Nelle prime ore del mattino del 7 ottobre, un gruppo di tre sceriffi, i fratelli Bob e Stringer Fenton e Dick Wallace, scovarono McCurdy nel fienile, usando dei bloodhound. Circondarono la costruzione e attesero la luce del giorno. In un'intervista rilasciata l'8 ottobre 1911 al Daily Examiner, lo sceriffo Bob Fenton raccontò:
(Sceriffo Bob Fenton, intervista al Daily Examiner dell'8 ottobre 1911)
Alla fine risultò che McCurdy era stato ucciso da una singola ferita da arma da fuoco al petto, che lo aveva ucciso sul colpo.

## Esposizionepost mortem

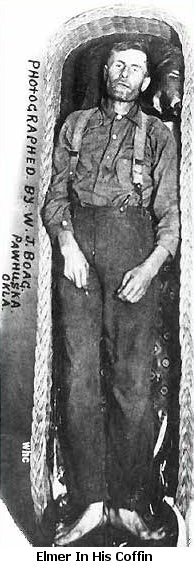
Il corpo di McCurdy in mostra, prima del 1916

Il corpo di McCurdy fu consegnato al becchino di Pawhuska, in Oklahoma, dove non fu reclamato. Joseph L. Johnson, proprietario delle pompe funebri, imbalsamò il corpo con un conservante a base di arsenico, che veniva generalmente usato all'epoca proprio per imbalsamare, al fine di preservarli per un lungo periodo, i corpi dei defunti di cui non erano noti i parenti. Quindi gli rasò il viso, vestì il corpo con un abito e lo ripose nel retro della casa funeraria. Mentre McCurdy giaceva non reclamato, Johnson si rifiutò di seppellire o restituirne il corpo fino a quando non fosse stato pagato per i suoi servizi. Alla fine Johnson decise di esibire McCurdy per fare soldi. Vestì il cadavere con abiti da strada, gli mise un fucile in mano e lo espose in piedi in un angolo della casa funeraria. Al costo di un nickel, Johnson permetteva ai visitatori di vedere The Bandit Who Wouldn't Give Up ("Il bandito che non si sarebbe arreso"). A seconda delle occasioni, McCurdy fu anche chiamato The Mystery Man of Many Aliases ("Il misterioso uomo dai molti alias"), The Oklahoma Outlaw ("Il fuorilegge dell'Oklahoma") e The Embalmed Bandit ("Il bandito imbalsamato"). The Bandit divenne una popolare attrazione della casa funeraria e attirò l'attenzione dei promotori dei parchi di divertimento. Johnson ricevette numerose offerte per vendere il cadavere di McCurdy, ma si rifiutò.
Il 6 ottobre 1916, un uomo che si era presentato come "Aver" contattò Joseph Johnson, affermando di provenire dalla California e di essere un fratello di Elmer McCurdy, con il quale aveva da tempo perso i contatti. Aver aveva già contattato la contea di Osage, lo sceriffo dell'Oklahoma e un procuratore locale per ottenere il permesso di prendere in custodia il corpo e spedirlo a San Francisco per una degna sepoltura. Il giorno seguente, Aver arrivò alla Johnson Funeral Home con un altro uomo che si chiamava Wayne, che sosteneva anch'egli di essere un fratello di McCurdy. Johnson cedette il corpo agli uomini, che quindi lo misero su un treno, apparentemente in direzione di San Francisco. Fu invece spedito ad Arkansas City, nel Kansas. Gli uomini che sostenevano di essere i fratelli perduti da tempo di McCurdy erano in realtà James e Charles Patterson. James Patterson era il proprietario del Great Patterson Carnival Shows, un luna park itinerante. Dopo aver appreso da suo fratello Charles della famosa esposizione del "bandito imbalsamato", i due avevano congegnato un piano per impossessarsi del corpo e metterlo in mostra nel luna park di Patterson. Il cadavere di McCurdy sarebbe da quel momento apparso nello show come The Outlaw Who Would Never Be Captured Alive ("Il fuorilegge che non sarebbe mai stato catturato vivo") fino al 1922, quando Patterson vendette la sua attrazione a Louis Sonney.
Louis Sonney utilizzò il cadavere di McCurdy nel suo spettacolo itinerante Museum of Crime, che presentava repliche di cera di famosi fuorilegge, come Bill Doolin e Jesse James. Nel 1928, il cadavere fece parte del baraccone ufficiale che accompagnava la Trans-American Footrace. Nel 1933 fu acquisito per un certo periodo dal regista Dwain Esper per promuovere il suo film sull'abuso di stupefacenti, Narcotic!. Il cadavere fu collocato nella hall dei teatri come dead dope fiend ("tossico morto"), che Esper sosteneva essersi ucciso mentre era circondato dalla polizia dopo aver rapinato una farmacia per sostenere la sua dipendenza. Quando Esper acquistò il corpo di McCurdy, questo era ormai mummificato; la pelle era diventata dura e avvizzita, causando un restringimento del corpo. Esper sosteneva che il deterioramento della pelle era la prova del presunto abuso di droghe da parte del dead dope fiend.
Dopo la morte di Louis Sonney nel 1949, il cadavere fu stoccato in un magazzino di Los Angeles. Nel 1964 Dan, il figlio di Sonney, prestò il cadavere al regista David F. Friedman. Alla fine il corpo fece una breve apparizione nel film di Friedman del 1967, She Freak. Nel 1968, Dan Sonney vendette il corpo, insieme ad altre statue di cera, per 10.000 dollari a Spoony Singh, il proprietario del "Museo delle cere" di Hollywood. Singh aveva acquistato le statue per due uomini canadesi che le esibivano in uno spettacolo al Monte Rushmore. Mentre era esposto lì, il cadavere subì alcuni danni durante una tempesta di vento; le punte delle orecchie, insieme ad alcune dita delle mani e dei piedi, furono spazzate via. Alla fine gli uomini restituirono il cadavere a Singh, il quale decise che sembrava "troppo raccapricciante" e non più abbastanza "come vivo" per essere esibito. Singh lo vendette quindi a un certo Ed Liersch, socio proprietario del The Pike, un parco di divertimenti a Long Beach, in California. Nel 1976, il cadavere di McCurdy si trovava appeso nella Laff In the Dark, una casa degli orrori al The Pike.

## Riscoperta e sepoltura
L'8 dicembre 1976, la troupe di produzione della serie televisiva L'uomo da sei milioni di dollari stava girando alcune scene al The Pike per l'episodio intitolato Spie al Luna Park. Durante le riprese, un addetto di scena spostò quello che si pensava fosse un manichino di cera che pendeva da un patibolo. Quando il braccio del manichino si ruppe, risultarono visibili un osso umano e del tessuto muscolare.
Fu fatta intervenire la polizia e il cadavere mummificato fu portato nell'ufficio del coroner di Los Angeles. Il 9 dicembre, il dottor Joseph Choi condusse un'autopsia e stabilì che il corpo era quello di un maschio umano che era morto per una ferita da arma da fuoco al petto. Il corpo era completamente pietrificato, coperto di cera e con diversi strati di vernice al fosforo. Pesava circa 23 kg e misurava 160 cm di altezza. Alcuni capelli erano ancora visibili sui lati e sul retro della testa, mentre mancavano le orecchie, gli alluci e altre dita. L'esame rivelò anche le incisioni dell'autopsia e dell'imbalsamazione originali. I test condotti sul tessuto mostrarono la presenza di arsenico, che era un tipico componente dei fluidi per imbalsamazione fino alla fine degli anni '20. I test rivelarono inoltre la tubercolosi nei polmoni, che McCurdy aveva sviluppato mentre lavorava come minatore, gli alluci valghi di cui soffriva e cicatrici che era documentato avesse sul corpo. Mentre il proiettile che aveva causato la ferita mortale era stato presumibilmente rimosso durante l'autopsia originale, ne fu invece trovata l'incamiciatura. Fu quindi possibile determinare che si trattava di un check gas, ovvero un dischetto di rame, o di altro metallo, che protegge il fondello della pallottola dal contatto con i gas di sparo e ne evita la fusione, aumentando anche la tenuta dei gas all'interno della canna. Questo sistema venne utilizzato per la prima volta nel 1905 e solo fino al 1940. Questi indizi aiutarono gli investigatori a individuare l'epoca in cui l'uomo era stato ucciso. Ulteriori indizi sull'identità dell'uomo furono trovati quando fu rimossa la mandibola per procedere all'analisi dentale. All'interno della bocca c'erano un penny del 1924 e talloncini di biglietti per il 140 W. Pike, per il Side Show e per il Louis Sonney's Museum of Crime. Gli investigatori contattarono quindi Dan Sonney, che confermò che il corpo era quello di Elmer McCurdy. L'antropologo forense dott. Clyde Snow fu quindi chiamato per fornire una consulenza per confermare l'identificazione. Questi prese le radiografie del cranio e le pose sopra una foto di McCurdy scattata al momento della sua morte, in un processo noto come sovrimpressione, e fu in grado di determinare che il teschio era senza dubbi quello di Elmer McCurdy.
L'11 dicembre, la storia delle vicissitudini del corpo di McCurdy era diventata di pubblico dominio, descritta sui giornali, in televisione e alla radio. Diverse case funebri chiamarono l'ufficio del coroner offrendosi di seppellire McCurdy gratuitamente, ma i funzionari decisero di aspettare per vedere se qualche parente si sarebbe fatto avanti per reclamare il corpo. Fred Olds, che rappresentava la Posse dell'Indian Territory of Oklahoma Westerns, convinse alla fine il dottor Thomas Noguchi, allora capo medico legale della contea di Los Angeles, a permettergli di seppellire il corpo in Oklahoma. Dopo ulteriori test per garantire una corretta identificazione, Olds fu autorizzato a prendere in custodia il corpo.
Il 22 aprile 1977 fu formato un corteo funebre per trasportare McCurdy nella sezione Boot Hill del Summit View Cemetery a Guthrie, in Oklahoma. Alla cerimonia di sepoltura parteciparono circa 300 persone, quindi McCurdy fu sepolto accanto a un altro fuorilegge, Bill Doolin. Per assicurarsi che il corpo di McCurdy non venisse rubato, furono versati sulla bara due piedi (60 cm) di calcestruzzo.